# Habitación 3-23
Habitación 3-23 (título original Scandalosa Gilda) es una película de 1985 dirigida por Gabriele Lavia, protagonizada por Monica Guerritore y Gabriele Lavia, entonces cónyuges.

## Trama
Una mujer de la alta burguesía romana sorprende a su marido en flagrante adulterio. Inmediatamente abandona el techo conyugal en su vehículo y en un autogrill conoce a un hombre. Poco a poco conocemos su oficio de dibujante de cómics y a continuación le cuenta el argumento de su próxima película de animación. La conversación se extiende y acaba en una relación sexual esporádica. El hombre, como a menudo sucede en literatura, se enamora perdidamente de la mujer. Tras un día de coqueteos y miradas obscenas, el dibujante va a sufrir un grave accidente de tráfico. Su jeep se sale de la carretera y muere. La mujer, conmocionada, atraviesa los carriles de la autopista para pedir ayuda y volver a Roma.

## Reparto
| Actor              | Personaje                |
| ------------------ | ------------------------ |
| Monica Guerritore  | mujer protagonista       |
| Gabriele Lavia     | dibujante                |
| Pina Cei           | gobernanta               |
| Jasmine Maimone    | amante del marido        |
| Sacha Maria Darwin | mujer agredida y violada |

## Curiosidades
El grupo musical Stadio hizo en 1995 una canción titulada Scandalosa Gilda inspirada en la película de Lavia. La canción aparece en el álbum Di volpi, di vizi e di virtù. 
Terminada el 16 de noviembre de 1992, la película fue calificada como prohibida a los menores de 18 años.